# Elección para gobernador de Virginia Occidental de 2020
La elección para gobernador de Virginia Occidental de 2020 tuvo lugar el 3 de noviembre de ese año, en conjunto con las elecciones presidenciales y las elecciones a la Cámara de Representantes.
El 7 de enero de 2019, el gobernador republicano titular Jim Justice anunció que buscaría la reelección. Justice fue elegido en 2016 como demócrata, pero luego anunció su regreso al Partido Republicano en un mitin de campaña junto a Donald Trump.